# Mann Made
Mann Made is het tweede muziekalbum dat Manfred Mann maakt. Manfred Mann is daarbij de groepsnaam.

## Musici
- Paul Jones – zang, harmonica
- Mike Vickers – gitaar, saxofoon en fluit
- Tom McGuinness – basgitaar;
- Manfred Mann – toetsen;
- Mike Hugg – drums, percussie en vibrafoon

## Composities
1. Since I don't have you
2. You're for me
3. Look away
4. The abominable snowmann
5. Watch your step
6. Call it stormy mondy
7. I really do believe
8. Hi Lili Hi Lo
9. The way you do the things you do
10. Bare Hugg
11. You don't know
12. LSD
13. I'll make it up to you

Dit album is opgenomen in het verzamelalbum Down the Road Apiece; met bijbehorende singles en ep's.